# Малая Пура
Малая Пура (также Лылы) — река в Таймырском Долгано-Ненецком районе Красноярского края России, левый приток Пуры. Длина реки — 208 км, площадь водосборного бассейна — 2340 км².
Река берёт начало на западе гор Бырранга в западной части Таймырского полуострова на высоте более 155 м над уровнем моря. Течёт преимущественно на юго-восток, петляя между возвышенностями. Берега часто обрывистые или заболоченные. На берегах — типичная тундровая растительность. Впадает в Пуру слева в 59 км от ее устья, ниже впадения Быстрой, на высоте 1 м над уровнем моря. В нижнем течении ширина русла достигает 130 м при глубине 2 м, скорость течения в низовьях 0,3 м/сек.

## Основные притоки
Указаны поименованные притоки длиной 30 км и более.
| Название         | Расстояние от устья | Длина | Положение |
| ---------------- | ------------------- | ----- | --------- |
| Нюдябору         | 2                   | 80    | правый    |
| Коундей Северный | 78                  | 35    | правый    |
| Шайтан           | 85                  | 34    | левый     |
| Конторакубору    | 108                 | 30    | левый     |
| Нюдябору         | 138                 | 48    | левый     |
| Кодябигай        | 143                 | 45    | левый     |
| Дянгур           | 159                 | 30    | правый    |

## Данные водного реестра
По данным государственного водного реестра России и геоинформационной системы водохозяйственного районирования территории РФ, подготовленной Федеральным агентством водных ресурсов:
- Бассейновый округ — Енисейский
- Речной бассейн — Пясина
- Речной подбассейн — нет
- Водохозяйственный участок — Пясина и другие реки бассейна Карского моря от восточной границы бассейна Енисейского залива до западной границы бассейна реки Каменная
- Код объекта в государственном водном реестре — 17020000112116100134333[4].